# Waldemar-Bonsels-Stiftung
Die Waldemar-Bonsels-Stiftung ist eine rechtsfähige öffentliche Stiftung des bürgerlichen Rechts und hat ihren Sitz in München. Sie wurde am 31. Juli 1977, dem 25. Todestag des Schriftstellers Waldemar Bonsels, von der Witwe Bonsels, Rose-Marie Bonsels, errichtet. Waldemar Bonsels war der Erfinder der Biene Maja.
Die Stiftung versteht sich sowohl als operativ tätige Stiftung, die ihre Ziele mit Eigenprogrammen verfolgt, als auch als fördernde Stiftung, die es Dritten ermöglicht, Projekte und Initiativen zu realisieren. In ihrer Förderarbeit hat sich die Stiftung folgende Themenschwerpunkte gesetzt:
- Leseförderung
- Wissenschaftsförderung in Bereichen der Buch- und Medienwissenschaft
- Förderung von Kunst und Kultur
- Erinnerung an Leben und Werk Waldemar Bonsels

## Vorstand und Stiftungsrat
- Vorstandsvorsitzender: Ralf Kirberg
- Stellv. Vorsitzender: Jörg Wunderer
- Vorsitzender des Stiftungsrats: Peter Kober
- Stellv. Stiftungsratsvorsitzender: Frank Kirchner
- Mitglieder des Stiftungsrats: Cornelia Kilgus und Isolde Pfister